# Munjuk Sempurna
Munjuk Sempurna is een bestuurslaag in het regentschap Lampung Selatan van de provincie Lampung, Indonesië. Munjuk Sempurna telt 2137 inwoners (volkstelling 2010).